# Speechless (serie de televisión)
Speechless es una sitcom que se estrenó en ABC el 21 de septiembre de 2016. Creado por Scott Silveri y producido por sus co-ejecutivos, Christine Gernon, Jake Kasdan y Melvin Mar, es una coproducción entre 20th Century Fox Television/ABC Studios que le dieron luz verde para una serie de televisión, el 13 de mayo de 2016. El tráiler fue estrenado ese mismo día. El 29 de septiembre de 2016, fue ordenada una temporada completa de 22 episodios. Un episodio adicional fue ordenado el 13 de septiembre de 2016.
El 12 de mayo de 2017, ABC renovó la serie para una segunda temporada, que se estrenó el 27 de septiembre de 2017.
El 11 de mayo de 2018, ABC renovó la serie para una tercera temporada.

## Sinopsis
La serie sigue a la familia DiMeo, cada uno con una personalidad única: Maya, una madre británica que se hace cargo con una actitud sin tapujos; su esposo Jimmy, que no parece importarle lo que piensen los demás; Dylan, su hija sin sentido deportivo; Ray, su hijo del medio que actúa como el "cerebro" de la familia; y su hijo mayor, JJ, un estudiante de secundaria con parálisis cerebral que tiene un ingenio mordaz y sentido del humor. Los DiMeos se mueven con frecuencia en un intento de encontrar un buen ambiente educativo para JJ. Ellos creen que han encontrado una opción óptima cuando descubren una escuela que se precia de ser incluyente y donde JJ tendrá un ayudante para hablar por él. A pesar de que encontrar rápidamente que no todo es tan bueno como podría ser, JJ disfruta de tener a Kenneth, un jardinero bien intencionado en la escuela, el trabaja como su ayudante.

## Elenco

### Principales
- Minnie Driver como Maya DiMeo.
- John Ross Bowie como Jimmy DiMeo.
- Mason Cook como Ray DiMeo.
- Micah Fowler como JJ DiMeo.
- Kyla Kenedy como Dylan DiMeo.
- Cedric Yarbrough como Kenneth.

### Recurrentes
- Marin Hinkle como Dra. Miller
- Lukita Maxwell como Jillian.
- Jonathan Slavin como Mr. Powers
- McKaley Miller como Claire.

## Episodios
| Temporada | Temporada | Episodios | Episodios | Emisión original         | Emisión original    |
| Temporada | Temporada | Episodios | Episodios | Primera emisión          | Última emisión      |
| --------- | --------- | --------- | --------- | ------------------------ | ------------------- |
|           | 1         | 23        | 23        | 21 de septiembre de 2016 | 17 de mayo de 2017  |
|           | 2         | 18        | 18        | 27 de septiembre de 2017 | 21 de marzo de 2018 |
|           | 3         | 22        | 22        | 5 de octubre de 2018     | 12 de abril de 2019 |

## Recepción
Speechless ha recibido elogios de la crítica. En Rotten Tomatoes, la serie tiene una calificación de 98%, basado en 40 revisiones, con una calificación promedia de 8.2/10. Consenso crítico del sitio dice: " Speechless habla de un tema sensible con un rendimiento de plomo sincera y un buen equilibrio entre la sensibilidad y la irreverencia".
Los editores de TV Guide colocaron a Speechless en el séptimo lugar entre las diez mejores opciones para los nuevos espectáculos más esperados de la temporada 2016–17. En su opinión, el escritor Liam Matthews, "ABC tiene otra valiosa adición a su fuerte alineación de las familias modernas con Speechless", y agregó "Es una exploración de ojos claros y comprensivo de la vida en una familia con necesidades especiales que hace un montón de espacio para la hilaridad".